# Helene Postranecky
Helene Postranecky (* 12. März 1903 in Wien; † 5. Jänner 1995 ebenda), genannt "Hella", war eine österreichische Politikerin (SDAP, KPÖ, BDFÖ). Sie war die erste Frau, die einer österreichischen Bundesregierung angehörte.

## Leben
Die Tochter einer Arbeiterfamilie besuchte zunächst die Volks- und Bürgerschule und begann im Anschluss als Haushaltshilfe zu arbeiten. Im Alter von 16 Jahren musste sie als Hilfsarbeiterin ihren Lebensunterhalt verdienen. Im selben Jahr, 1919, trat sie der Sozialdemokratischen Arbeiterpartei (SDAP) bei und wurde bald darauf in der Frauenbewegung ihrer Partei aktiv. Mitte der 1927 wurde sie Frauensekretärin der SDAP in Niederösterreich. Im Oktober 1933 wurde sie in den Parteivorstand gewählt.
Nach den Februarkämpfen des Jahres 1934 wurde sie verhaftet und musste rund acht Monate im Gefängnis verbringen. Nach dem „Anschluss“ Österreichs an das Deutsche Reich schloss sich Postranecky der illegalen Kommunistischen Partei Österreichs (KPÖ) an und war im antifaschistischen Widerstand aktiv.
Im April 1945 wurde Postranecky von der KPÖ als Mitglied der Provisorischen Staatsregierung Renner nominiert. Als Unterstaatssekretärin für Volksernährung war sie bis Dezember 1945 für die Lebensmittelaufbringung verantwortlich. Es sollten 21 Jahre vergehen, bis 1966 mit Grete Rehor (ÖVP) als Sozialministerin eine weitere Frau in eine Bundesregierung ernannt wurde. Im August 1947 heiratete Postranecky ihren langjährigen Lebensgefährten Karl Altmann (KPÖ), damals Bundesminister für Energiewirtschaft und Elektrifizierung.
Von September 1945 bis November 1948 war Postranecky stellvertretende Vorsitzende der KPÖ. Bis 1969 war sie Mitglied des Zentralkomitees der Partei, bis 1954 auch Mitglied des Politischen Büros und damit der engeren Parteiführung. Im April 1946 wurde sie zur Vorsitzenden des Zentralen Frauenkomitees der KPÖ gewählt. Von 1948 bis 1952 war sie im Sekretariat des Bunds demokratischer Frauen (BDFÖ) beschäftigt, einer von Kommunistinnen gegründeten Frauenorganisation, die sich als überparteilich empfand. Vorsitzende des BDF war zu dieser Zeit die Architektin Margarete Schütte-Lihotzky, wie Postranecky ehemalige Widerstandskämpferin gegen den Nationalsozialismus. Themen, denen sich der BDFÖ widmete, waren Frieden, globale Abrüstung und die Stärkung von Frauenrechten.
Bis 1957 war Altmann-Postranecky hauptamtliche Funktionärin der niederösterreichischen Landesleitung der KPÖ. Danach blieb sie als ehrenamtliche Mitarbeiterin der Gewerkschaftsabteilung aktiv. Infolge der Niederschlagung des Prager Frühlings durch den Warschauer Pakt und der darauffolgenden krisenhaften Entwicklung der Partei zog sich Postranecky Ende 1970 aus der KPÖ zurück. Sie starb zu Beginn des Jahres 1995 im Alter von 91 Jahren.